# Liste der Monuments historiques in Girauvoisin
Die Liste der Monuments historiques in Girauvoisin führt die Monuments historiques in der französischen Gemeinde Girauvoisin auf.

## Liste der Objekte
| Bezeichnung | Beschreibung                                                                                   | Standort                      | Kennzeichnung | Schutzstatus | Datum | Bild |
| ----------- | ---------------------------------------------------------------------------------------------- | ----------------------------- | ------------- | ------------ | ----- | ---- |
| Kanontafel  | Druckerschwärze auf Papier, vergoldeter und verglaster Holzrahmen, Anfang des 19. Jahrhunderts | in der Kirche St-André (Lage) | PM55001878    | Inscrit      | 1996  |      |